# Jizz Hornkamp
Jizz Hornkamp (Amsterdam, 7 marzo 1998) è un calciatore olandese, attaccante dell'Heracles Almelo.

## Caratteristiche tecniche
È un centravanti.

## Carriera
Hornkamp entra a far parte del settore giovanile dell'Ajax nel 2006. Nel 2014 si trasferisce all'AZ Alkmaar, dove resta per una stagione prima di approdare nelle giovanili dell'Heerenveen.
Esordisce fra i professionisti il 9 maggio 2018 in occasione di un match di Eredivisie vinto 4-3 contro l'Utrecht. Trova la sua prima rete il 22 settembre successivo trovando al 92' il gol del definitivo 3-3 nella trasferta contro l'Excelsior.